# Raoul IV de Beaumont-au-Maine
Raoul IV de Beaumont-au-Maine (° ~ 1010 - † < 1040). 
La famille de Beaumont, puis de Beaumont-Brienne, domina cette région du Maine du Xe  au  XIVe siècle.

## Biographie
Raoul IV, vicomte du Mans, aussi appelé Raoul III (cf. l'article Raoul II), fils de Raoul III de Beaumont et, croit-on, de Godeheult, céda à Geoffroy de Sablé, son frère cadet, le terrain nécessaire à la construction et à la dotation de Solesmes, vers 1010 ; fut témoin de 1012 à 1016, de la confirmation du prieuré de Tuffé à l'abbaye de Saint Vincent, par le comte Hugue ; alla à Rome sous le pontificat de Benoît VIII (1012-1024) pour faire confirmer de nouveau la fondation d'Évron ; fut témoin avec l'évêque d'Angers de l'affranchissement de deux serfs à Marmoutier (1022-1024). Lui ou son fils portèrent le nom de Roscelin, diminutif de Raoul. Raoul IV mourut avant 1040.
On connaît mal le nom de sa femme, Hildegarde (?), ou Eremburge, ou Widenor (fille de Savari III de Thouars ?), qui paraît en 1012, avec ses deux fils et sa bru, Godeheult, à l'acte de confirmation par Richard II de Normandie du domaine de Longueville à l'Abbatiale Saint-Ouen de Rouen.
Les époux eurent deux fils :
1. Raoul V ou IV (Roscelin), qui succéda à son père ;
2. Geoffroy, tige de la maison de Braitel (Braiteau, Bresteau à Lombron). Il est connu comme fils et frère de Raoul, oncle du vicomte Hubert. Il porte presque toujours dans les nombreux actes où il paraît le titre de vicomte, ce qui l'a fait prendre comme un tuteur de son neveu Hubert, faussement, car il ne prend pas le titre de vicomte du Maine, mais seulement de vicomte, même dans des actes postérieurs à la mort de son neveu. Le même usage sera suivi par les vicomtes de Montreveau, ses neveux. Geoffroy est le premier qui ait porté le nom de Beaumont.

Geoffroi épousa Hervise de Braitel, seule héritière d'Hugue(s) de Braitel et d'Erma ; releva le nom de cette famille et eut plusieurs enfants : 
1. Guillaume, nommé sans doute par son bisaïeul maternel ;
2. Hugue(s), qui portait le nom de son aïeul ;
3. Geoffroi(y), qui eut celui de son père ;
4. Eude(s), fils bâtard, est souvent mentionné au Cartulaire de Saint-Vincent.

### Sources
- Abbé Angot, « Les vicomtes du Maine », dans Bulletin de la Commission historique et archéologique de la Mayenne, 1914, no 30, p. 180-232, 320-342, 404-424. .
- Comtes du Maine, Étienne Patou, 2007, .